# Sautel
Sautel – miejscowość i gmina we Francji, w regionie Oksytania, w departamencie Ariège.
Według danych na rok 2010 gminę zamieszkiwały 132 osoby, a gęstość zaludnienia wynosiła 15 osób/km².